# Bobby Lashley
Franklin Roberto Lashley, detto Bobby (Junction City, 16 luglio 1976), è un wrestler e artista marziale misto statunitense, sotto contratto con la All Elite Wrestling.
È un otto volte campione del mondo, avendo detenuto due volte il WWE Championship, due volte l'ECW Championship e quattro volte il TNA World Heavyweight Championship; ha inoltre detenuto due volte l'Intercontinental Championship e tre volte lo United States Championship.
Tra il 2008 e il 2016 ha combattuto anche nelle arti marziali miste, vincendo il titolo dei pesi massimi della Shark Fights nel 2011.

## Carriera nel wrestling

### World Wrestling Entertainment (2003–2008)

#### Ohio Valley Wrestling (2003–2005)
Nel novembre del 2003 firma un contratto di sviluppo con la Ohio Valley Wrestling (una federazione satellite della WWE) dove, con il ring name Blaster Lashley, entra a far parte della stable di Bolin Services assieme a Mike Mondo e a Kenny Dykstra. A metà del 2005 combatte alcuni dark match sia nel roster di SmackDown! che in quello di Raw e, dopo che la stessa stable incomincia a sgretolarsi, cambia il suo ring name in Bobby Lashley.

#### Varie faide e United States Champion (2005–2006)

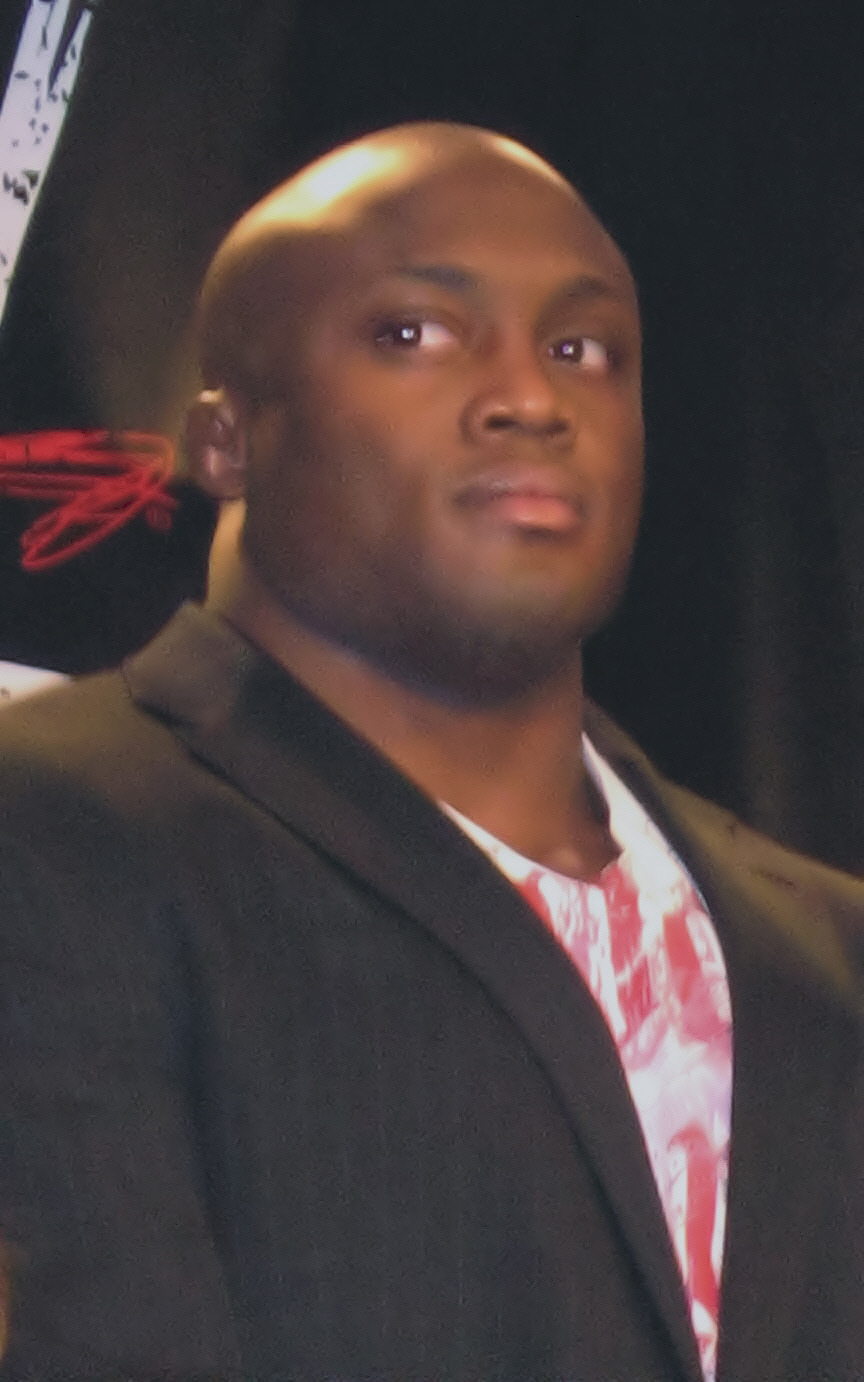
Bobby Lashley nel 2006

Verso la metà del 2005, appare in quattro eventi dal vivo per lottare nei dark match del roster di Raw e SmackDown! e debutta in WWE il 23 settembre 2005 dove, con il ruolo di face e annunciato come il tre volte Nation Amateur Wrestling Champion, quattro volte All-American, due volte campione delle forze armate e infine come medaglia d'argento al Military World Championship del 2002, sconfigge Simon Dean. Al pay-per-view No Mercy, sconfigge Dean ancora una volta e (come da stipulazione del match), lo costringe a mangiare 20 cheeseburger. Nella puntata di SmackDown dell'11 novembre, sconfigge Orlando Jordan in un match di qualificazione valido per un posto nel Team SmackDown! delle Survivor Series e dove fu il primo a essere eliminato.
Nella puntata di SmackDown! del 6 gennaio 2006, Lashley diventa il primo wrestler di SmackDown! a qualificarsi per la Royal Rumble, ed entrando con il numero 8, riesce ad eliminare Sylvain per poi essere eliminato dagli allora World Tag Team Champions Big Show e Kane. In seguito, inizia una faida con John "Bradshaw" Layfield (JBL) che termina (grazie un'interferenza di Finlay) con una vittoria di JBL in un match a No Way Out e da cui nacque una nuova faida che, proseguendo fino al 17 marzo, finì con la vittoria di Finlay che si avvalse dell'utilizzo di una shillelagh in un Lumberjack match.
Il 2 aprile, Lashley vince una battle royal eliminando per ultimi gli MNM, e partecipa per la prima volta a WrestleMania (WrestleMania 22) combattendo in un Money in the Bank ladder match, che fu vinto da Rob Van Dam. Tra il 21 aprile e il 21 maggio, partecipa al torneo King of the Ring svoltosi a SmackDown!, sconfiggendo Mark Henry e Finlay ma, nella finale del torneo svoltasi a Judgment Day, fu sconfitto da Booker T (che si avvalse dell'aiuto di Finlay) e così al momento dell'incoronazione di Booker T, Lashley lo attaccò con una spear ed espanse la faida contro tutta la Court (Queen Sharmell, Finlay, e William Regal) di King Booker (il nuovo ring name che assunse Booker T). Il 23 maggio, Lashley sconfigge JBL e vince il suo primo titolo in WWE (lo United States Championship) e il 15 luglio vince un six-man tag match contro la Court di King Booker a Saturday Night's Main Event XXXIII insieme a Batista e Rey Mysterio). Perde il titolo il 14 luglio a SmackDown! contro Finlay e poco tempo dopo un medico lo dichiara inadatto al combattimento a causa di problemi al fegato. Lashley torna a combattere due settimane dopo e, continuando la faida contro la corte di King Booker, al No Mercy, partecipa ad un Fatal four-way match per il World Heavyweight Championship contro lo stesso King Booker e che includeva anche Batista e Finlay, l'incontro fu vinto da King Booker con uno schienamento su Finlay.

#### ECW Champion (2006–2007)
Il 14 novembre 2006 debutta in ECW dove, apparendo a sorpresa, si accinge a firmare il contratto per l'ultimo posto dell'Extreme Elimination Chamber match di December to Dismember e il 3 dicembre, dopo essere stato introdotto come quinta persona, ha eliminato sia Test che Big Show per schienamento e dopo averli colpiti con una spear e diventare così il nuovo ECW World Champion. In seguito incomincia una faida contro Test che culmina nel match della Royal Rumble del 28 gennaio 2007 dove vince per count-out.
Nei primi mesi del 2007 Lashley difende il titolo contro Big Show, Rob Van Dam, Test, Hardcore Holly, Kenny Dykstra e Mr. Kennedy e il 19 marzo diventa ufficialmente la prima persona a riuscire a liberarsi dalla 'Masterlock' di Chris Masters. Sempre nel mese di marzo viene scelto da Donald Trump come suo rappresentante nella "Battle of the Billionaires" contro Vince McMahon a sua volta rappresentato da Umaga. A WrestleMania 23 sconfigge Umaga permettendo (come da stipulazione) a Trump di rasare i capelli a McMahon. Lashley perde il titolo il 29 aprile 2007 a Backlash in un handicap match contro Umaga, Shane McMahon e Vince McMahon e dove il vincitore fu Vince McMahon. A Judgment Day tenutosi il 20 maggio (e di nuovo in un handicap match contro Shane e Umaga) Lashley vince schienando Shane McMahon anziché Vince McMahon (il detentore del titolo ECW) vincendo così solo il match ma non il titolo. A One Night Stand disputato il 3 giugno Lashley combatte un ulteriore Street Fight match handicap match contro gli stessi Vince McMahon, Shane McMahon e Umaga per sconfiggere infine Vince McMahon e vincere titolo ECW per la seconda volta e diventando il primo lottatore a vincerlo per due volte dopo che la WWE rimise ufficialmente il titolo in palio.

#### Opportunità titolate (2007–2008)

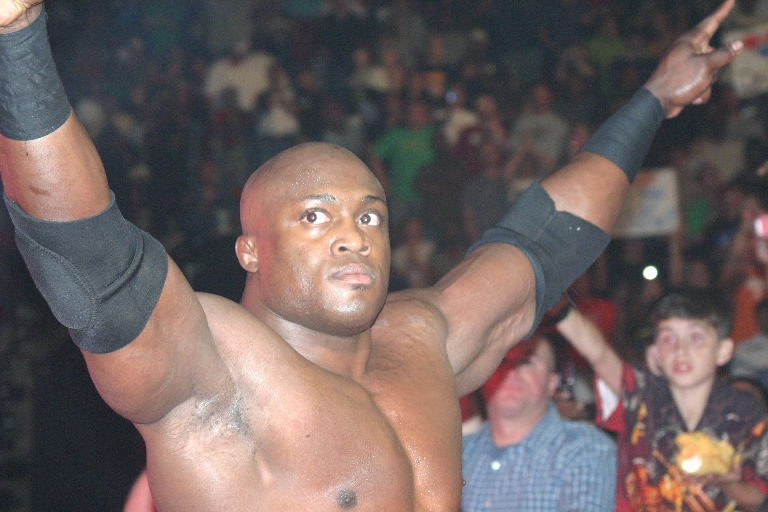
Bobby Lashley nel 2007

L'11 giugno 2007 in seguito alla draft lottery che si svolse nel corso della puntata di Raw, Lashley passò dal roster della ECW a quello di RAW e in conseguenza del cambiamento il titolo ECW fu reso vacante. Al Vengeance: Night of Champions partecipa ad un incontro a cinque valido per il WWE Championship contro Mick Foley, King Booker, Randy Orton e il campione WWE John Cena che vinse e rimase campione. Nella puntata di RAW del 2 luglio partecipa ad un torneo valido per decretare lo sfidante al titolo WWE (detenuto da John Cena) e dove per vincere i wrestler partecipanti avrebbero dovuto battere l'avversario del proprio match nel minor tempo possibile; Lashley vince l'opportunità battendo Shelton Benjamin in 4' e 6" ma nell'incontro successivo e avvenuto al The Great American Bash John Cena riesce a batterlo e a mantenere il titolo.
Il 30 luglio, combattendo un match contro Mr. Kennedy, subisce un infortunio alla spalla destra e a cui segue un'operazione che lo costringe al riposo per svariati mesi. L'8 febbraio 2008 la WWE annuncia che il contratto con Bobby Lashley è stato rescisso.

### Asistencia Asesoría y Administración (2008–2009)
Dopo il suo rilascio dalla WWE e nel rispetto della clausola che gli impedsce di lottare per qualche mese, ritorna a lottare nell'evento 'PWA Critical Condition' della federazione di Booker T (la Pro Wrestling Alliance) e dove il 23 maggio sconfigge Jared Steele.
Al Triplemanía XVI del 13 giugno (un evento che la compagnia messicana di wrestling Asistencia Asesoría y Administración tiene annualmente a Città del Messico) lotta in team con Kenzo Suzuki ed Electroshock e sconfigge Chessman, Silver King e La Parka II.
Nel corso del 2008 altre apparizioni di Lashley sono avvenute nella giapponese Inoki Genome Federation, nella 'World League Wrestling' e nella 'Fusion Pro Wrestling' dove, formando un trio con A.J. Styles e Paul Diamond, ha affrontato i 'Three Egos'.

### Total Nonstop Action Wrestling (2009–2010)
Il 19 aprile 2009 Lashley appare al pay-per-view Lockdown della Total Nonstop Action Wrestling indicando sia Kurt Angle che gli altri membri della Main Event Mafia e ripetendo lo stesso gesto nella successiva puntata del 23 aprile di Impact! e facendo pensare di essere interessato ad unirsi a quella stable e assumere il ruolo di heel. Il 19 giugno al Victory Road, lo speaker Mike Tenay annuncia che la TNA ha firmato un contratto con lui e il 23 giugno Kurt Angle lo introduce come nuovo membro della sua stable e così Lashley sale sul ring per abbracciarlo ma, al primo match di Angle contro Mick Foley, Lashley prende le parti di quest'ultimo e si rivolta contro la 'Main Event Mafia' prendendo il ruolo di face. Il 30 giugno forma un tag team con Foley e insieme battono il TNA World Heavyweight Champion Kurt Angle e il TNA Legends Champion Kevin Nash. In un'intervista di Jeremy Borash trasmessa nella puntata di Impact! del 27 agosto la presidente della TNA Dixie Carter rivela che il loro scopo è quello di fare di Lashley un campione sia della MMA che della TNA. Al No Surrender Lashley sconfigge Rhino e l'8 ottobre, dopo aver interferito nel match tra Samoa Joe e Amazing Red favorendo quest'ultimo, incomincia una faida con Samoa Joe che in seguito sconfigge al Bound for Glory in un submission match. Il 15 novembre al Turning Point perde un Falls Count Anywhere match contro Scott Steiner e il 26 novembre al il torneo 'Championship Series' sconfigge Abyss, Desmond Wolfe e Bobby Roode ottenendo la possibilità di sfidare il campione dei pesi massimi (TNA World Heavyweight Champion) A.J. Styles. A dicembre, nel Final Resolution sconfigge Scott Steiner in un Last Man Standing match.
Nell'edizione di 'Impact!' del 4 gennaio 2010 Lashley e sua moglie Kristal Marshall chiedono il suo rilascio immediato dalla TNA per permettergli di concentrarsi sulla carriera MMA e, diventando heel, anche nella puntata del 14 gennaio attaccano e disturbano gli altri wrestler affinché non gli venga permesso di andarsene. Nella puntata del 21 gennaio Lashley dice di volersi scusare per il comportamento e di voler solo combattere ma viene licenziato dal nuovo produttore esecutivo Eric Bischoff e il suo profilo viene rimosso dal sito della TNA il 10 febbraio.

### Inoki Genome Federation (2010–2014)
Dopo il suo rilascio dalla TNA Lashley ha combattuto nella promozione Inoki Genome Federation (IGF) di Antonio Inoki dove ha sconfitto The Predator ed è ritornato in Giappone il 25 settembre 2010 per un tag team match con Bob Sapp perdendo contro Kendo Kashin e Tamon Honda.
Nel 2011 partecipa al torneo IGF Championship dove vince il primo match contro Keith Hanson, ma viene sconfitto in semifinale da Josh Barnett.
Il 20 ottobre 2012 Lashley combatte contro Jay Bradley e Robert Anthony in un three-way match per il titolo vacante dei pesi massimi della Resistance Pro Wrestling che viene vinto da Robert Anthony.
Il 26 giugno 2013 Lashley firma un contratto di due anni con la IGF.

### Ritorno in TNA (2014–2018)

#### TNA World Heavyweight Champion (2014–2015)
Lashley ritorna in TNA il 9 marzo 2014 affrontando Ethan Carter III (EC3) in un Open Challenge Steel cage match nel pay-per-view Lockdown che finisce con un no contest e i due si riaffrontano nella puntata di Impact! del 20 marzo e dove EC3 vince per squalifica grazie all'interferenza di Willow che attacca EC3. Il 10 aprile perde un '10-man over-the-top-rope' gauntlet match (vinto da Eric Young) che offriva la possibilità di essere lo sfidante al titolo dei pesi massimi e il 24 aprile batte Kenny King per count out.
Nell'episodio di Impact! del 15 maggio corre in aiuto di Eric Young (aggredito da MVP e Kenny King) ma invece di difenderlo (come era sembrato all'inizio) lo colpisce con una spear e assume così un ruolo di heel per entrare a far parte della stable 'The Beat Down Club'. La settimana seguente batte il campione del mondo dei pesi massimi Eric Young in un match non titolato. In seguito (e nella stable 'The Beat Down Club' con MVP e Kenny King), batte Austin Aries e The Wolves (un tag team formato da Eddie Edwards e Davey Richards) in un six man tag team match e nella puntata del 5 giugno viene sconfitto insieme ad MVP, Kenny King ed Ethan Carter 3º in un first blood tag team match da Samoa Joe, Bully Ray, Austin Aries ed Eric Young. A Slammiversary XII tenutosi il 15 giugno sconfigge Samoa Joe e ottiene il diritto di partecipare al Three-Way Steel Cage match assieme ad Austin Aries ed Eric Young per il titolo TNA World Heavyweight Championship, match che viene vinto da Eric Young.
Nella puntata di Impact del 19 giugno vince per la prima volta il titolo TNA World Heavyweight Championship sconfiggendo il detentore Eric Young. Lashley vince contro Eric Young e mantiene il titolo anche nella puntata successiva e in quella dopo battendo Jeff Hardy che aveva ottenuto la possibilità di sfidarlo vincendo un '20 man battle royal match'. Al Destination X del 31 luglio difende il titolo contro Austin Aries e vince.Il 14 agosto vince in coppia con MVP & Kenny King un six man tag team match, contro Bobby Roode, Austin Aries ed Eric Young e il 27 agosto sconfigge Tommy Dreamer in un New York street fight match. Il 3 settembre batte Samoa Joe (il campione X Division) e il 10 settembre perde in un six man tag team match che combatte assieme ad MVP e Kenny King contro Bobby Roode, Samoa Joe ed Eric Young.
Al No Surrender di quell'anno difende con successo il titolo del mondo dei pesi massimi contro Bobby Roode ma il 29 ottobre perde il titolo contro lo stesso Roode in un match dove l'arbitro speciale era Kurt Angle.
Il 12 novembre combatte contro Austin Aries ma il match finisce in doppio count-out ed al TNA One Night Ony: Victory Road sconfigge Samoa Joe diventando lo sfidante al titolo che però viene vinto da Gunner.
Il 7 gennaio 2015 Lashley conquista per la seconda volta il titolo TNA World Heavyweight Championship affrontando ancora Bobby Roode in un match che gli spetta di diritto in quanto perdente dello stesso titolo ma vince anche grazie al fatto che MVP, Samoa Joe, Low Ki ed Eric Young sono intervenuti nel match interferendo ai danni di Bobby Roode. Poi, nell'episodio del 16 gennaio, MVP lo chiama sul ring per congratularsi e affermare che quel titolo (come quello dell'X Division conquistato da Low Ki), non appartiene al singolo vincitore ma a tutta la stable del BDC. Lashley però risponde dicendo che "il titolo è suo, non di tutta la stable" ed MVP risponde che il titolo l'ha vinto anche grazie alle loro interferenze e successivamente tutti i membri del BDC attaccano Lashley che, nella colluttazione, lascia cadere la cintura di campione ed MVP la raccoglie per tenerla con sé.
Nella puntata di Impact del 23 gennaio Lashley chiede che la cintura gli venga restituita e viene sfidato da Kenny King (un membro della stable) in un match che finisce per squalifica poiché gli altri membri del BDC aggrediscono Lashley mentre lotta sul ring e dove infine sale anche MVP per dirgli che può riprendere la cintura solo se lo batte in una rissa da svolgersi fuori dell'arena e lungo le strade di New York. Lashley accetta ma, per strada e dopo aver incominciato la rissa, viene aggredito da Low Ki e Kenny King (che difendono MVP) ed in suo aiuto si vedono arrivare Kurt Angle e Bobby Roode armati di tubi di metallo con il BDC che fugge e Roode che scorge la cintura di campione in terra e la raccoglie. Nella puntata seguente, Roode restituendo la cintura a Lashley, coglie l'occasione per chiedere un rematch per il titolo e alla discussione (e con le stesse richieste), si aggiungono sia Austin Aries che MVP e così Lashley sceglie di affrontarli tutti in un fatal 4 way match' che vince con una spear su Aries e conservando il titolo.

#### Faida con il BDC (2015–2016)

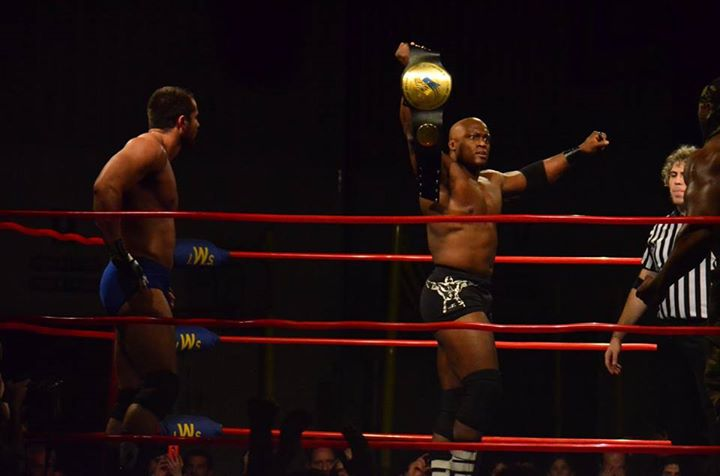
Bobby Lashley nel 2015

Il 6 febbraio al Lockdown Lashley assume il ruolo di face e si unisce al team di Kurt Angle (con Gunner e Austin Aries) che, contro il BDC (MVP, Samoa Joe, Kenny King e Low-Ki), combatte in un Lethal Lockdown Six Sides of Steel match e vince schienando MVP e dopo averlo colpito con una spear. Nella puntata di Impact Wrestling del 13 febbraio forma un tag team con Kurt Angle e perde subendo uno schienamento da MVP (che formava il tag team avversario con Samoa Joe). Il 27 febbraio conserva il titolo contro MVP) in un No Disqualification match. Il 6 marzo al 'TNA One Night Only', lui e Khoya sconfiggono James Storm e The Great Sanada al primo match e Lashley vince la '100,000$ battle royal'. Il 20 marzo perde il titolo contro Kurt Angle e a fine match Angle gli tende la mano in segno di rispetto mentre Lashley la prende e la stringe. 

Il primo aprile perde un last man standing match contro Bobby Roode e il 3 aprile, in un'edizione di Impact denominata 'Bell To Bell' perde il match di rivincita con Kurt Angle per uno schienamento che, svisto dall'arbitro, non sarebbe stato valido perché una spalla di Lashley non toccava il tappeto. Nella puntata del 10 aprile Lashley e Angle discutono sulla regolarità dello schienamento e Angle accetta un rematch con Lashley ma s'intromette Eric Young e dunque il match diviene un triple threat match che, disputatosi nella stessa puntata, vede prima Lashley perdere l'incontro e dopo Eric Young colpirlo alle spalle con una sedia d'acciaio. Young, accortosi che Lashley ha la gamba infortunata usa ancora la sedia per colpirla più volte. 

Dopo tre settimane Lashley torna sul ring nella puntata di Impact del 15 maggio e nel main event prende parte al Team Angle (Kurt Angle, Drew Galloway, Micah, Chris Melendez) per combattere e vincere contro il BDC (Eric Young, Kenny King, MVP, Bram e Low-Ki). Il 3 giugno vince contro Eric Young e il 17 giugno perde contro EC3. A Slammiversary XIII del 28 giugno lotta in coppia con Mr. Anderson e perde contro EC3 (il campione in carica) e Tyrus e l'8 luglio, dopo aver chiesto un match per il titolo allo stesso EC3 (e la kayfabe della puntata poneva EC3 General Manager di Impact per solo una notte) ottiene da questi la risposta di dover combattere contro Tyrus e vince il match. 

Il 12 agosto sconfigge Jessie Godderz e ottiene la possibilità di partecipare al King of the Mountain match che però perde contro PJ Black e lottando contro Eric Young, Chris Mordetsky e Robbie E in un “King Of The Mountain ladder match (PJ Black e Chris Mordetzky sono lottatori della Global Force Wrestling i quali, e portati da Jeff Jarrett, hanno partecipato a questa edizione del King Of The Mountain. Il 26 agosto perde contro Bobby Roode la possibilità di essere il number one contender al TNA King of the Mountain Championship in un fatal four-way match ed in cui presero parte anche James Storm e Mr Anderson.

Il 2 settembre sconfigge (per squalifica) Chris Mordetzky ed il 23 settembre combatte e vince nel Team TNA (Drew Galloway, Davey Richards, Eddie Edwards e Bram) contro il Team GFW (Sonjay Dutt, Brian Myers, Eric Young, Chris Mordetzky e Jeff Jarrett). Il 30 settembre accetta un'open challenge' offertagli da Bobby Roode per il titolo di King of the Mountain e il 4 ottobre, al Bound For Glory, ne viene sconfitto ed i due comunque al termine si stringono la mano. Nella puntata di Impact del 7 ottobre si svolgono le 'World Title Series' e Lashley, che fa parte del 'Group Champions' sconfigge Mr Anderson gudagando 3 punti ma il 21 ottobre perde contro EC3 rimanendo a 3 punti. Nella puntata di Impact del 26 novembre vince contro Austin Aries e il 2 dicembre vince anche contro Drew Galloway per vincere ancora il 9 dicembre contro Mahabali Shera nei quarti di finale.

#### Regni titolati (2016–2018)
Nella prima puntata di Impact dell'8 gennaio 2016 Lashley affronta EC3 nella semifinale delle 'World Title Series' venendo sconfitto e il 2 febbraio sconfigge Aiden O'Shea mentre la settimana seguente sconfigge Bram. Nella puntata dell'8 marzo affronta e batte Kurt Angle nell'ultimo match di carriera di quest'ultimo e al termine si abbracciano al centro del ring ma inaspettatamente Lashley lo colpisce con un pugno e poi con una violenta spear scaraventando fuori dal ring anche l'arbitro Brian Hebner. In aiuto di Kurt giunge Drew Galloway che, in un primo momento, riesce ad atterrare Lashley salvo poi essere anch'esso colpito con una spear mentre si stava sincerando delle condizioni fisiche di Angle. In soccorso arriva anche Eddie Edwards ma viene anche lui steso da una spear di cui poi Lashley ne esegue un'altra ancora su Angle e infine sopraggiunge EC3 a cui Lashley ride in faccia e se ne va. Il 5 aprile attacca The Pope (che da commentatore TNA ha ripreso a combattere) e con cui, una volta saliti sul ring disputa uno street fight match che vince. Nella puntata del 12 aprile e dopo l'incontro tra Jeff Hardy, Drew Galloway, Matt Hardy e Tyrus, Lashley colpisce prima Jeff Hardy alle spalle e poi Drew Galloway con due spear. Il 3 maggio vince un 'Triple Threat Number One Contender match' per il TNA World Heavyweight Championship superando Jeff Hardy e Mike Bennett e con Drew Galloway che in quel match svolge il ruolo di arbitro. Nella puntata di Impact del 17 maggio affronta Drew Galloway (il campione in carica) in un Lumberjack match per il titolo dei pesi massimi che termina per squalifica in favore di Galloway il quale mantiene la cintura. Il 31 maggio vince contro Bram in un 'Pick Your Poison match' che lo vede vincitore per squalifica dell'avversario. A Slammiversary 2016 Lashley riesce a sconfiggere il campione Drew Galloway e vince così il titolo dei pesi massimi per la terza volta in carriera e due sere dopo difende e conserva il titolo contro l'ex campione. Il 21 giugno perde in un tag team match (non titolato e che disputa con Eli Drake) contro Drew Galloway e EC3 e il 28 giugno mantiene il titolo in un fatal three-way match contro gli stessi Drew Galloway e EC3. Il 13 luglio al Destination X (2016)#Destination X combatte contro Eddie Edwards in un title vs title match e match che finisce con un no contest e match dove Lashley combatte come campione dei pesi massimi mentre Edwards come campione dell X Division.
Nella puntata di Impact del 21 luglio vince anche il titolo dell'X Division sconfiggendo Eddie Edwards in un six Steel cage match e match dove erano ancora in palio i due titoli (title vs title). Il 28 luglio raccoglie la sfida di DJZ per il titolo dell'X Division e lo sconfigge in un ladder match.
L'11 agosto sconfigge James Storm in un ladder match e vince il titolo TNA King of the Mountain Championship diventando il primo in TNA ad avere contemporaneamente i tre titoli (e cinture) disponibili. Nella stessa sera (trasmessa il 18 agosto) Lashley dice di voler unificare i tre titoli ma Dixie Carter e Billy Corgan dissentono, così Lashley li getta a terra chiamandoli spazzatura. Il 13 agosto (ma non trasmesso) il presidente Billy Corgan ritira il titolo di King of the Mountain e lo trasforma in 'TNA Grand Championship'. Il 1º settembre sconfigge Mike Bennett in un no disqualification match mantenendo il titolo e il 16 al TNA One Night Ony sconfigge Eddie Edwards. 

Il 22 settembre perde in tag team match (che disputa in coppia con Mike Bennett) contro EC3 e Moose ed il 29 settembre vince (in un Lethal Lockdown e combattendo in un team con Mike Bennett, Drew Galloway e Maria Kanellis) contro il Team EC3 (Ethan Carter III, Moose, Aron Rex e Gail Kim).
Il 2 ottobre al Bound of Glory mantiene il titolo sconfiggendo EC3 ma nell'episodio di Impact del 6 ottobre perde il titolo contro Eddie Edwards. Il 20 ottobre sconfigge Moose e diventa il 'nubmer one contender' per rivincere il titolo appena perso ma il 3 novembre perde l'occasione nel match contro il detentore Eddie Edwards che lo sconfigge con uno schienamento. Il 10 novembre vince un handicap match contro Robbie E e Grado per diventare il N.1 contender' al titolo di campione del mondo ma il 17 perde la possibilità in un '4-way match' contro EC3, Mike Bennett e Trevor Lee) e dove il N.1 contender diventa EC3. Al TNA One Night Only del 9 dicembre sconfigge Jessie Godderz e il 15 perde contro Eddie Edwards. Entrambi i match non erano titolati.
Il 5 gennaio 2017 perde un 3-way match contro EC3 ed Eddie Edwards e dove quest'ultimo vince e rimane campione e il 12 gennaio sconfigge EC3 in un last man standing match per diventare il N.1 contender al titolo dei pesi massimi.
Il 26 gennaio vince per la quarta volta il titolo World Heavyweight sconfiggendo Eddie Edwards in un '30-minute Iron Man match' e nei combattimenti del 2 e 9 febbraio difende il titolo rispettivamente contro Brother Nero ed Eddie Edwards.
Nell'episodio di Impact del 9 marzo 2017 perde il titolo contro Alberto El Patron ma titolo che, perso tramite uno schienamento avvenuto in modo non corretto, gli viene reso dopo l'intervento di Bruce Prichard. Nel gennaio 2018 Bobby Lashley lascia Impact Wrestling.

### Ritorno in WWE (2018–2024)

#### Varie faide (2018–2019)

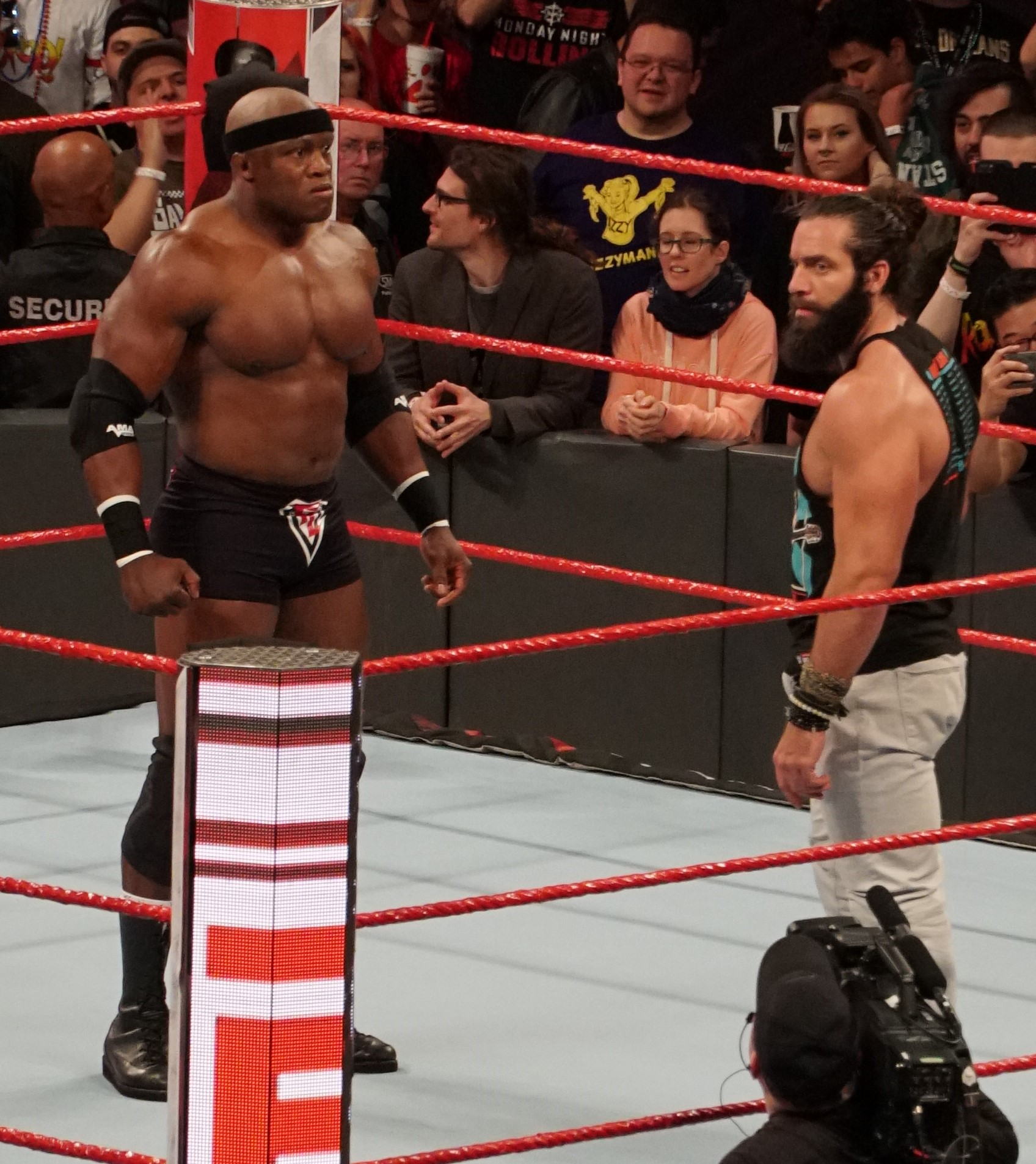
Bobby Lashley insieme ad Elias nel 2018

Lashley fece il suo ritorno a sorpresa in WWE, dopo undici anni, nella puntata di Raw del 9 aprile 2018, successiva a WrestleMania 34, presentandosi sul ring e avendo un breve confronto con Elias, liberandosi di lui senza problemi e confermando il suo status di face. Il 27 aprile, a Greatest Royal Rumble, Lashley partecipò al Royal Rumble match a 50 uomini entrando col numero 44 ma venne eliminato da Braun Strowman. Il 6 maggio, a Backlash, Lashley e Strowman sconfissero Kevin Owens e Sami Zayn. Nella puntata di Raw del 14 maggio Lashley partecipò ad un Triple Threat match di qualificazione al Money in the Bank Ladder match che includeva anche Elias e Kevin Owens ma il match venne vinto da Owens. Il 17 giugno, a Money in the Bank, Lashley sconfisse Sami Zayn. Il 15 luglio, a Extreme Rules, Lashley sconfisse Roman Reigns. Nella puntata di Raw del 16 luglio Lashley vinse un Triple Threat match che includeva anche Elias e Seth Rollins con in palio la possibilità di inserirsi in un match per determinare il sfidante all'Universal Championship di Brock Lesnar a SummerSlam. Nella puntata di Raw del 23 luglio Lashley venne tuttavia sconfitto da Roman Reigns, fallendo nell'opportunità di ottenere un match contro Lesnar a SummerSlam. Il 6 ottobre, a Super Show-Down, Lashley e John Cena sconfissero Elias e Kevin Owens. Nella puntata di Raw dell'8 ottobre Lashley, accompagnato dal neo-manager Lio Rush, sconfisse poi Owens, attaccandolo brutalmente nel post match e effettuando per la prima volta in WWE un turn heel. Il 2 novembre, a Crown Jewel, Lashley partecipò al torneo WWE World Cup (in sostituzione di John Cena) ma venne sconfitto da Seth Rollins nei quarti di finale. Il 18 novembre, a Survivor Series, Lashley prese parte al tradizionale 5-on-5 Elimination match come membro del Team Raw contro il Team SmackDown risultando tra gli ultimi tre sopravvissuti assieme a Braun Strowman e Drew McIntyre. Il 16 dicembre, nel Kick-off di TLC: Tables, Ladders & Chairs, Lashley venne sconfitto da Elias in un Ladder match con una chitarra sospesa sul ring. Nella puntata di Raw del 14 gennaio 2019 Lashley vinse l'Intercontinental Championship per la prima volta in un Triple Threat match che comprendeva il campione Dean Ambrose e Seth Rollins. Il 27 gennaio a Royal Rumble, Lashley partecipò al match omonimo entrando col numero 26 ma venne eliminato da Seth Rollins. Il 17 febbraio, a Elimination Chamber, Lashley perse il titolo contro Finn Bálor in un 2-on-1 handicap match, dove Lio Rush era coppia con Lashley, dopo 34 giorni di regno. Il 10 marzo, a Fastlane, Lashley, Baron Corbin e Drew McIntyre vennero sconfitti dallo Shield (Dean Ambrose, Roman Reigns e Seth Rollins). Nella puntata di Raw dell'11 marzo Lashley trionfò su Finn Bálor conquistando così l'Intercontinental Championship per la seconda volta grazie all'aiuto di Lio Rush. Il 7 aprile, a WrestleMania 35, Lashley perse la cintura intercontinentale contro Bálor dopo 27 giorni di regno. Nella puntata di Raw del 27 maggio Lashley partecipò ad un Fatal 4-Way match che comprendeva anche Baron Corbin, Braun Strowman e The Miz per determinare lo sfidante all'Universal Championship di Seth Rollins ma il match venne vinto da Corbin. Il 7 giugno, a Super ShowDown, Lashley venne sconfitto da Braun Strowman. Nella puntata di Raw del 17 giugno Lashley partecipò ad un Fatal 5-Way Elimination match che comprendeva anche Braun Strowman, Cesaro, The Miz e Ricochet per ottenere la possibilità di affrontare Samoa Joe per lo United States Championship ma venne eliminato da Strowman. Il 14 luglio, a Extreme Rules, Lashley venne sconfitto da Strowman in un Last Man Standing match. Nella puntata di Raw del 15 luglio Lashley prese parte ad una 10-man Battle Royal per determinare lo sfidante di Brock Lesnar per l'Universal Championship a SummerSlam ma venne eliminato.

#### Relazione con Lana (2019–2020)
Lashley tornò dopo due mesi d'assenza nella puntata di Raw del 30 settembre 2019 interrompendo il match per l'Universal Championship tra il campione Seth Rollins e Rusev, distraendo proprio quest'ultimo dopo aver baciato Lana (moglie dello stesso Rusev). Il 31 ottobre, a Crown Jewel, Lashley, Drew McIntyre, King Corbin, Randy Orton e Shinsuke Nakamura vennero sconfitti da Ali, Ricochet, Rusev, Roman Reigns e Shorty G. Il 15 dicembre, a TLC: Tables, Ladders & Chairs, Lashley sconfisse Rusev in un Tables match. Nella puntata di Raw del 30 dicembre Lashley e Lana si sarebbero dovuti sposare sul ring (kayfabe), ma prima la rientrante Liv Morgan e poi Rusev rovinarono la celebrazione. Nella puntata di Raw del 3 febbraio Lashley partecipò ad un Triple Threat match che comprendeva anche Ricochet e Seth Rollins per determinare lo sfidante di Brock Lesnar per il WWE Championship a Super ShowDown ma il match venne vinto da Ricochet. Il 27 febbraio, a Super ShowDown, Lashley prese parte al Gauntlet match per il Tuwaiq Trophy ma venne eliminato per primo da R-Truth. Il 5 aprile, nella seconda serata di WrestleMania 36, Lashley venne sconfitto da Aleister Black. Nella puntata di Raw del 4 maggio Lashley partecipò ad un Gauntlet match per il posto vacante nel Money in the Bank Ladder match ma, dopo aver eliminato Akira Tozawa, Shelton Benjamin e Titus O'Neil, venne eliminato per squalifica da Humberto Carrillo.

#### The Hurt Business e WWE Champion (2020–2022)
Il 10 maggio, a Money in the Bank, Lashley sostituì MVP sconfiggendo senza problemi R-Truth in appena due minuti. Nella puntata di Raw del 18 maggio Lashley sconfisse per la seconda volta R-Truth, alleandosi definitivamente con MVP e interrompendo di fatto la sua collaborazione con Lana. Il 14 giugno, a Backlash, Lashley affrontò Drew McIntyre per il WWE Championship ma venne sconfitto. Nella puntata di Raw del 15 giugno Lashley e MVP affrontarono Drew McIntyre e il 24/7 Champion R-Truth in un match valevole per il WWE Championship di McIntyre ma vennero sconfitti; più tardi, inoltre, Lashley chiese il divorzio a Lana (kayfabe). Il 30 agosto, a Payback, Lashley sconfisse Apollo Crews conquistando lo United States Championship per la seconda volta. Il 27 settembre, a Clash of Champions, Lashley difese con successo il titolo nella rivincita contro Crews. Il 25 ottobre, a Hell in a Cell, Lashley difese con successo il titolo contro Slapjack. Nella puntata di Raw del 9 novembre Lashley difese con successo il titolo contro Titus O'Neil. Il 22 novembre, a Survivor Series, Lashley sconfisse l'Intercontinental Champion Sami Zayn (appartenente al roster di SmackDown). Nella puntata di Raw del 23 novembre Lashley venne sconfitto da Keith Lee per squalifica (a causa dell'intervento di MVP) in un match di qualificazione ad un Triple Threat match per determinare lo sfidante al WWE Championship di Drew McIntyre. Nella puntata di Raw dell'11 gennaio Lashley difese con successo il titolo contro Riddle. Il 31 gennaio a Royal Rumble, Lashley partecipò all'omonimo incontro entrando col numero 22 ma venne eliminato dallo sforzo combinato di Big E, Christian, Daniel Bryan e Riddle, dopo aver effettuato tre eliminazioni. Nella puntata di Raw del 1º febbraio Lashley venne sconfitto da Riddle per squalifica in un match valevole per lo United States Championship, senza dunque il cambio di titolo. Il 21 febbraio, a Elimination Chamber, Lashley perse il titolo a favore di Riddle in un Triple Threat match che comprendeva anche John Morrison dopo 175 giorni di regno.
Nella puntata di Raw del 22 febbraio Lashley sconfisse Braun Strowman diventando lo sfidante al WWE Championship. Nella puntata di Raw del 1º marzo Lashley sconfisse The Miz in un Lumberjack match conquistando il WWE Championship per la prima volta. Nella puntata di Raw dell'8 marzo Lashley mantenne il titolo WWE contro The Miz nella rivincita della settimana prima. Nella puntata di Raw del 29 marzo Cedric Alexander e Shelton Benjamin si ribellarono a Lashley, il quale li aveva accusati di non aver saputo sconfiggere Drew McIntyre la settimana precedente, e vennero entrambi attaccati brutalmente, segnando la fine dell'Hurt Business.
Difese con successo il WWE Championship contro Drew McIntyre nel match di apertura della prima serata di WrestleMania 37, il 10 aprile 2021, e in un Triple Threat match il 16 maggio a WrestleMania Backlash contro lo stesso McIntyre e Braun Strowman. La faida con McIntyre terminò a Hell in a Cell, dove Lashley gli concesse un'ultima occasione titolata in un Hell in a Cell match, che vide trionfare ancora una volta Lashley, grazie anche all'interferenza di MVP, negando dunque come da stipulazione altre opportunità titolate allo sconfitto. Il 18 luglio, a Money in the Bank, sconfisse Kofi Kingston in un match dominato dall'inizio alla fine, mantenendo il titolo. Il 21 agosto, a SummerSlam, Lashley trionfò su Goldberg per decisione arbitrale (dopo un infortunio al ginocchio) mantenendo il titolo WWE. Nella puntata di Raw del 30 agosto Lashley e MVP affrontarono Randy Orton e Riddle per il Raw Tag Team Championship ma vennero sconfitti. Il 13 settembre, a Raw, Lashley difese il titolo contro Randy Orton, ma poco dopo lo perse contro Big E (il quale aveva incassato il Money in the Bank) dopo 196 giorni di regno. Il 26 settembre, ad Extreme Rules, Lashley, AJ Styles e Omos vennero sconfitti dal New Day. La sera dopo, a Raw, Lashley affrontò Big E in uno Steel Cage match per il titolo WWE ma venne sconfitto. Il 21 ottobre, a Crown Jewel, Lashley venne sconfitto da Goldberg in un No Holds Barred match.
Dopo un breve periodo di pausa, tornò nella puntata di Raw dell'8 novembre e sconfisse facilmente Dominik Mysterio, prendendo il suo posto nel Team Raw per Survivor Series, ma nel match venne eliminato per count out; ciononostante la sua squadra vinse la contesa. Nella puntata di Raw del 13 dicembre Lashley sconfisse Kevin Owens, Seth Rollins e il WWE Champion Big E in tre match separati, inserendosi così nell'incontro per il WWE Championship di Day 1 e trasformandolo in un fatal 4-way match. Nel frattempo il match fu modificato in un Fatal 5-Way match con l'aggiunta di Brock Lesnar, che alla fine vinse match e titolo. Durante questo periodo, Lashley inizia un graduale turn face, venendo sempre più acclamato dal pubblico settimana dopo settimana e assumendo anche un atteggiamento di maggiore empatia verso il WWE Universe. Il 29 gennaio a Royal Rumble, trionfò su Brock Lesnar grazie all'intervento di Roman Reigns vincendo il WWE Championship per la seconda volta. Nel successivo episodio di Raw, fu annunciato che avrebbe dovuto difendere il titolo in un elimination chamber match nell'omonimo pay-per-view contro Brock Lesnar, Seth Rollins, Austin Theory, Riddle e AJ Styles., ma lo riperse in favore di Lesnar il 19 febbraio, ad Elimination Chamber, nel match omonimo.

#### Varie faide (2022–2024)
Dopo essere rientrato da un infortunio alla spalla, tornò nella puntata di Raw del 28 marzo, riuscì a mettere a terra Omos, sfidandolo per WrestleMania 38 dove, nella seconda serata del 3 aprile, riuscì a prevalere, infliggendogli la prima sconfitta per schienamento. La sera dopo, a Raw, venne attaccato alle spalle da MVP, il quale si alleò poi con lo stesso Omos. L'8 maggio, a WrestleMania Backlash, perse contro Omos nella rivincita di WrestleMania 38 a causa dell'intervento di MVP. Il 5 giugno, a Hell in a Cell, prevalse su MVP e Omos in un 2-on-1 handicap match.
Il 2 luglio, a Money in the Bank, prevalse su Theory vincendo lo United States Championship per la terza volta. Nella rivincita che si svolse a SummerSlam, conservò la cintura. Dopo aver difeso la cintura a Raw contro avversari come AJ Styles, Ciampa e The Miz, nella puntata di Raw del 10 ottobre venne dapprima attaccato da Brock Lesnar e poi perse il titolo contro Seth Rollins dopo 101 giorni di regno. Affrontò poi Brock Lesnar il 5 novembre, a Crown Jewel, uscendone tuttavia sconfitto.
Il 28 gennaio a Royal Rumble, partecipò all'incontro omonimo entrando col numero 13 ma venne eliminato da Seth Rollins a causa dell'attacco di Brock Lesnar. Si scontrò poi nuovamente con Lesnar il 18 febbraio, ad Elimination Chamber, trionfando per squalifica. Il 31 marzo 2023, a SmackDown, vinse la nona edizione dell'André the Giant Memorial Battle Royal eliminando per ultimo Bronson Reed. Il 28 aprile, per effetto del Draft, passò al roster di SmackDown. Il 6 maggio, a Backlash, prese parte ad un triple threat match con in palio lo United States Championship insieme al campione Austin Theory e Bronson Reed ma il match venne vinto dal primo.
Il 12 maggio a SmackDown, prese parte al torneo per il nuovo World Heavyweight Championship; nel primo match sconfisse Austin Theory e Sheamus in un triple threat match, per poi perdere nel main event la semifinale contro AJ Styles. Dopo essersi alleato con gli Street Profits, il 7 ottobre, a Fastlane, i tre vennero sconfitti da Rey Mysterio, Santos Escobar e Carlito.
Il 27 gennaio a Royal Rumble, partecipò all'omonimo incontro entrando col numero 11 ma venne eliminato da Karrion Kross (che era già stato eliminato dallo stesso Lashley). Nella puntata di Raw del 12 febbraio prevalse su Bronson Reed qualificandosi per l'elimination chamber match, ma all'evento del 24 febbraio fu eliminato da Drew McIntyre.

### All Elite Wrestling (2024-presente)
Nel settembre 2024 ha firmato con All Elite Wrestling. 
Ha fatto il suo debutto al Fright Night Dynamite il 30 ottobre, dove ha attaccato Swerve Strickland e si è riunito con gli ex membri di Hurt Business MVP e Shelton Benjamin, che hanno riformato il gruppo con il nuovo nome The Hurt Syndicate, affermandosi come un heel. 
Nell'episodio del 20 novembre di Dynamite, Lashey ha fatto il suo debutto sul ring della AEW, dove ha sconfitto Cheeseburger e Joe Keys in un two-on-one handicap match.
Il 22 gennaio 2025, nell'episodio di Dynamite, Lashley e Benjamin hanno sconfitto i Private Party e vinsero l'AEW World Tag Team Championship. Questo ha segnato il primo titolo tag team di Lashley in una promozione importante. Nell'episodio del 12 febbraio di Dynamite, hanno sconfitto Austin e Colten Gunn nella loro prima difesa del titolo. Il 9 marzo a Revolution, hanno difeso con successo i loro titoli contro gli Outrunners (Truth Magnum e Turbo Floyd).

## Arti marziali miste

### Prime vittorie (2008–2009)
Lashley debutta nelle MMA l'11 dicembre 2008 dopo aver firmato un contratto di due anni per combattere nella 'American Fight League' (AFL).
Il 16 maggio 2009 sconfigge Cook in 24 secondi e il 27 giugno sconfigge Bob Sapp al primo round. Il 30 giugno annuncia di voler lasciare la AFL per concentrarsi sul wrestling e la TNA e in seguito aggiunge di voler continuare con le arti marziali in un prossimo futuro.

### Strikeforce (2010)
Il primo gennaio 2010 annuncia di aver firmato un contratto con la Strikeforce e il 30 gennaio debutta a Strikeforce: Miami! vincendo contro l'ex UFC fighter Wes Sims alla prima ripresa. In realtà il combattimento annunciato doveva avvenire contro Shane Del Rosario ma la federazione cambia l'avversario prima dell'incontro quasi come se volesse evitare una sconfitta del debuttante. Lashley doveva poi affrontare Jimmy Ambriz il 30 gennaio 2010, ma anche questo match fu cancellato. Nel mese di giugno la sua presenza a Strikeforce: Los Angeles viene annullata a causa di un infortunio al ginocchio. A Strikeforce: Houston il 21 agosto perde un combattimento contro Chad Griggs e viene ricoverato in ospedale a causa delle ferite riportate.

### Titan Fighting Championship (2011)
Il 18 febbraio 2011 la Titan Fighting Championship (TFC) annuncia la firma di Lashley per lottare in questa federazione e il cui debutto (in programma per il 16 marzo ad annunciato contro James Jack) avviene invece contro John Ott. L'incontro, quasi allo stesso livello nel primo round tra i due lottatori, rallenta invece nel secondo poiché Lashley dimostra problemi cardio circolatori, ma vince comunque la gara. Un altro incontro previsto per il 22 luglio al Titan Fighting Championships contro Eddie Sanchez viene annullato poiché Lashley si ritira per problemi personali e nel mese di agosto viene annunciato che Lashley si sta allenando con Josh Barnett.

### Shark Fights Heavyweight Champion (2011)
Nel mese di settembre viene annunciato che Lashley ha firmato un contratto triennale con la Shark Fights e il cui debutto, previsto per il mese di novembre contro Darrill Schoonover e con in palio il titolo dei pesi massimi non viene disputato a causa di un infortunio di Schoonover. Il 24 ottobre viene annunciato un match a 'Shark Fights 21' contro Tim Hague ma questi (e per motivi ignoti) declinò la disponibilità e fu sostituito da Dave Huckaba ma in seguito viene confermato che anche quest'incontro è stato cancellato.
L'11 novembre nel main event di Shaerk Fight 21 sconfigge per sottomissione Karl Knothe al primo round e diventa il nuovo Shark Fights World Heavyweight Champion.

### Altre federazioni (2012–2013)
Il 6 maggio 2012 Lashley debutta per la federazione indiana Super Fight League nell'evento Super Fight League 3, perdendo tramite voto unanime contro James Thompson.
Nel maggio del 2013 viene annunciata la sua partecipazione al Titan Fighting 25! del 7 giugno; in seguito combatte e vince anche in promozioni minori come GWC e XFL. L'8 novembre vince per decisione unanime contro Tony "The Rock" Melton all'Xtreme Fight Night 15: Indestructible.

### Bellator MMA (2014–presente)
Nel luglio del 2014 viene annunciata la firma da parte di Lashley per la Bellator MMA dove, debuttando a settembre, vince nell'evento Bellator 123 contro Josh Burns per sottomissione alla seconda ripresa e vittoria seguita da un secondo successo a Bellator 130 contro Karl Etherington il 24 ottobre per sottomissione. Nel gennaio del 2015 a causa di un infortunio non partecipa alla rivincita contro James Thompson prevista al Bellator 134.
Nel maggio dello stesso anno firma un'estensione del contratto e in seguito viene fissato un nuovo incontro contro James Thompson per il Bellator 138 del 19 giugno ma stavolta è Thompson ad infortunarsi e per evitare la cancellazione dell'incontro viene sostituito da Dan Charles che viene sconfitto da Lashley per KO tecnico al secondo round. Lashley incontra e batte Thompson (KO tecnico alla prima ripresa) al Bellator 145 il 6 novembre.
Il 29 agosto 2016 viene annunciato un incontro tra Lashley e Josh Appelt da disputarsi al Bellator 162 del 21 ottobre. L'incontro vinto da Lashley per sottomissione nel secondo round.
Nel 2018, nonostante la firma con la WWE, rimase sotto contratto con la Bellator.

## Risultati nelle arti marziali miste
| Risultato | Record | Avversario       | Metodo                              | Evento                                   | Data             | Round | Tempo | Città       | Note                                                     |
| --------- | ------ | ---------------- | ----------------------------------- | ---------------------------------------- | ---------------- | ----- | ----- | ----------- | -------------------------------------------------------- |
| Vittoria  | 15-2   | Josh Appelt      | Sottomissione (rear naked choke)    | Bellator 162                             | 21 ottobre 2016  | 2     | 1:43  | Memphis     |                                                          |
| Vittoria  | 14-2   | James Thompson   | KO tecnico (pugni)                  | Bellator 145                             | 6 novembre 2015  | 1     | 0:54  | Saint Louis |                                                          |
| Vittoria  | 13-2   | Dan Charles      | KO tecnico (pugni)                  | Bellator: Unfinished Business            | 20 giugno 2015   | 2     | 4:14  | Saint Louis |                                                          |
| Vittoria  | 12-2   | Karl Etherington | KO tecnico (pugni)                  | Bellator CXXX                            | 24 ottobre 2014  | 1     | 1:31  | Mulvane     |                                                          |
| Vittoria  | 11-2   | Josh Burns       | Sottomissione (rear naked choke)    | Bellator CXXIII                          | 5 settembre 2014 | 2     | 3:54  | Uncasville  | Debutto in Bellator                                      |
| Vittoria  | 10-2   | Tony Melton      | Decisione (unanime)                 | XFL: Xtreme Fight Night 15               | 8 novembre 2013  | 5     | 5:00  | Tulsa       | Vittoria del titolo dei pesi massimi della XFL           |
| Vittoria  | 9-2    | Matt Larson      | Sottomissione (rear naked choke)    | GWC: The British Invasion: U.S. vs. U.K. | 29 giugno 2013   | 1     | 1:38  | Kansas City |                                                          |
| Vittoria  | 8–2    | Kevin Asplund    | Sottomissione (keylock)             | Titan Fighting Championship 25           | 7 giugno 2013    | 2     | 1:23  | Fort Riley  |                                                          |
| Sconfitta | 7–2    | James Thompson   | Decisione (unanime)                 | Super Fight League 3                     | 6 maggio 2012    | 3     | 5:00  | Nuova Delhi |                                                          |
| Vittoria  | 7–1    | Karl Knothe      | Sottomissione (keylock)             | Shark Fights 21: Knothe vs. Lashley      | 11 novembre 2011 | 1     | 3:44  | Lubbock     | Vittoria dell titolo dei pesi massimi della Shark Fights |
| Vittoria  | 6–1    | John Ott         | Decisione (unanime)                 | Titan FC 17: Lashley vs. Ott             | 25 marzo 2011    | 3     | 5:00  | Kansas City |                                                          |
| Sconfitta | 5–1    | Chad Griggs      | KO tecnico (stop medico)            | Strikeforce: Houston                     | 21 agosto 2010   | 2     | 5:00  | Houston     |                                                          |
| Vittoria  | 5–0    | Wes Sims         | KO tecnico (pugni)                  | Strikeforce: Miami                       | 30 gennaio 2010  | 1     | 2:06  | Sunrise     | Debutto in Strikeforce                                   |
| Vittoria  | 4–0    | Bob Sapp         | KO Tecnico (Sottomissione ai pugni) | Ultimate Chaos                           | 27 giugno 2009   | 1     | 3:17  | Biloxi      |                                                          |
| Vittoria  | 3–0    | Mike Cook        | Sottomissione (guillotine choke)    | MFC 21: Hard Knocks                      | 15 maggio 2009   | 1     | 0:24  | Enoch       |                                                          |
| Vittoria  | 2–0    | Jason Guida      | Decisione (unanime)                 | SRP: March Badness                       | 21 marzo 2009    | 3     | 5:00  | Pensacola   |                                                          |
| Vittoria  | 1–0    | Joshua Franklin  | KO tecnico (stop medico)            | MFA: There Will Be Blood                 | 13 dicembre 2008 | 1     | 0:41  | Miami       |                                                          |

## Vita privata
Bobby Lashley si è laureato nel 1999 al Missouri Valley College. Nell'estate del 2007 ha iniziato una relazione con la wrestler Kristal Marshall, dalla quale ha avuto due figli. La coppia si è separata nell'aprile del 2012.

## Personaggio

### Mosse finali
- Dominator (Inverted falling powerslam) – 2005–2010; 2019–presente
- Dominator (Yokosuka cutter) – 2010–2019
- The Hurt Lock (Full nelson) – 2019–presente
- Spear

### Soprannomi
- "The All Mighty"
- "The Beast"
- "The Boss"
- "The Destroyer"
- "The Dominator"
- "The God of Thunder"
- "The Human Kryptonite"
- "The Monster"
- "The Real Deal"
- "The Tank That Moves Like a Race Car"
- "The Unstoppable Juggernaut of Force"
- "The C.E.O. of the Hurt Business"
- "Tartufone"

## Titoli e riconoscimenti

### Wrestling professionistico
- Alabama Wrestling Federation

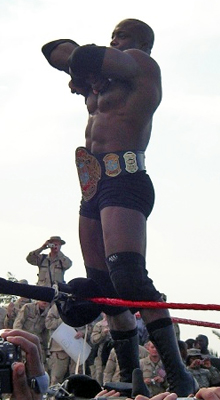
Bobby Lashley con l'ECW World Championship, titolo che ha detenuto due volte

  - AWF Tag Team Championship (1) – con The Boogeyman
  - All Elite Wrestling 
    - AEW World Tag Team Championship (1) – con Shelton Benjamin
- Italian Wrestling Superstar
  - IWS Heavyweight Championship (1)
- Pro Wrestling Illustrated
  - Rookie of the Year (2005)
  - Most Improved Wrestler of the Year (2006)
  - 9º tra i 500 migliori wrestler singoli nella PWI 500 (2007)
- Total Nonstop Action Wrestling/Impact Wrestling
  - TNA World Heavyweight Championship (4)[168]
  - TNA King of the Mountain Championship (1)
  - TNA X Division Championship (1)
  - TNA Championship Series (2009)
  - TNA Joker's Wild (2015)
- WWE
  - WWE United States Championship (3)
  - ECW World Championship (2)
  - WWE Championship (2)
  - WWE Intercontinental Championship (2)
  - André the Giant Memorial Battle Royal (edizione 2023)
  - Slammy Award (1)
    - Male Trash Talker of the Year (edizione 2020) - come membro dell'Hurt Business

### Arti marziali miste
- Shark Fights
  - Shark Fights Heavyweight Championship (1)
- Xtreme Fighting League
  - XFL Heavyweight Championship (1)

### Wrestling amatoriale
- International Military Sports Council
  - CISM Armed Forces Championship (1)
- Kansas State High School Activities Association
  - KSHSAA 6A All-State (2)
  - KSHSAA 6A High School State Championship (1)
- National Association of Intercollegiate Athletics
  - NAIA All-American (4)
  - NAIA Collegiate National Championship (3)
- National High School Coaches Association
  - NHSCA Senior All-American (1)